# Andrea Deplazes
Andrea Deplazes (* 18. Mai 1960 in Chur) ist ein Schweizer Architekt und Universitätsprofessor.

Andrea Deplazes (2024)

## Werdegang
Andrea Deplazes studierte bis 1988 Architektur an der ETH Zürich und gründete nach seinem Diplom bei Fabio Reinhart zusammen mit Valentin Bearth das Architekturbüro Bearth + Deplazes. Deplazes lehrte als Dozent an der HTW Chur (1989–1997) und als Assistenzprofessor (1997–2003) und als Professor (2003–2025) an der ETH Zürich. 2005 bis 2007 war er dort Vorsteher des Departements für Architektur. 1994 wurde Deplazes Mitglied im SIA und 1996 im BSA. 1995 wurde er Mitglied der Redaktionskommission Werk, Bauen + Wohnen. Er lebt und arbeitet heute in Zürich sowie Chur.

## Bauwerke
- 1985: 5. Preis Wohnanlage im Areal Bener, Chur mit Jürg Ragettli[2]
- 1993: Mehrzweckhalle Tschlin
- 1994: Haus Hirsbrunner, Scharans mit Branger & Conzett
- Sesselbahn Carmenna (Einfügung in Kontext: Sommer)1997: Lehrerseminar, Chur

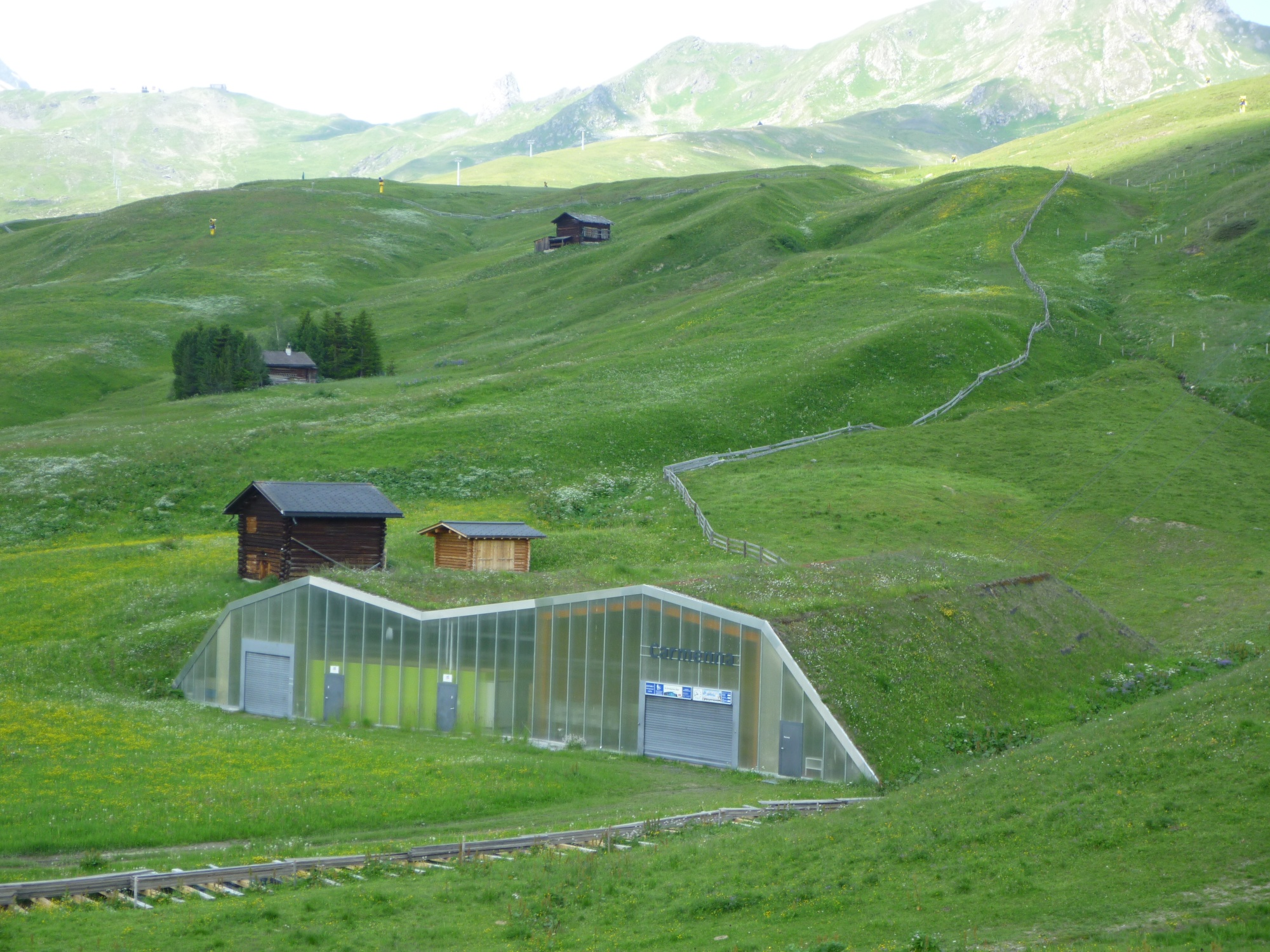
Sesselbahn Carmenna (Einfügung in Kontext: Sommer)

- 1998: Haus Williman-Lötscher, Sevgein

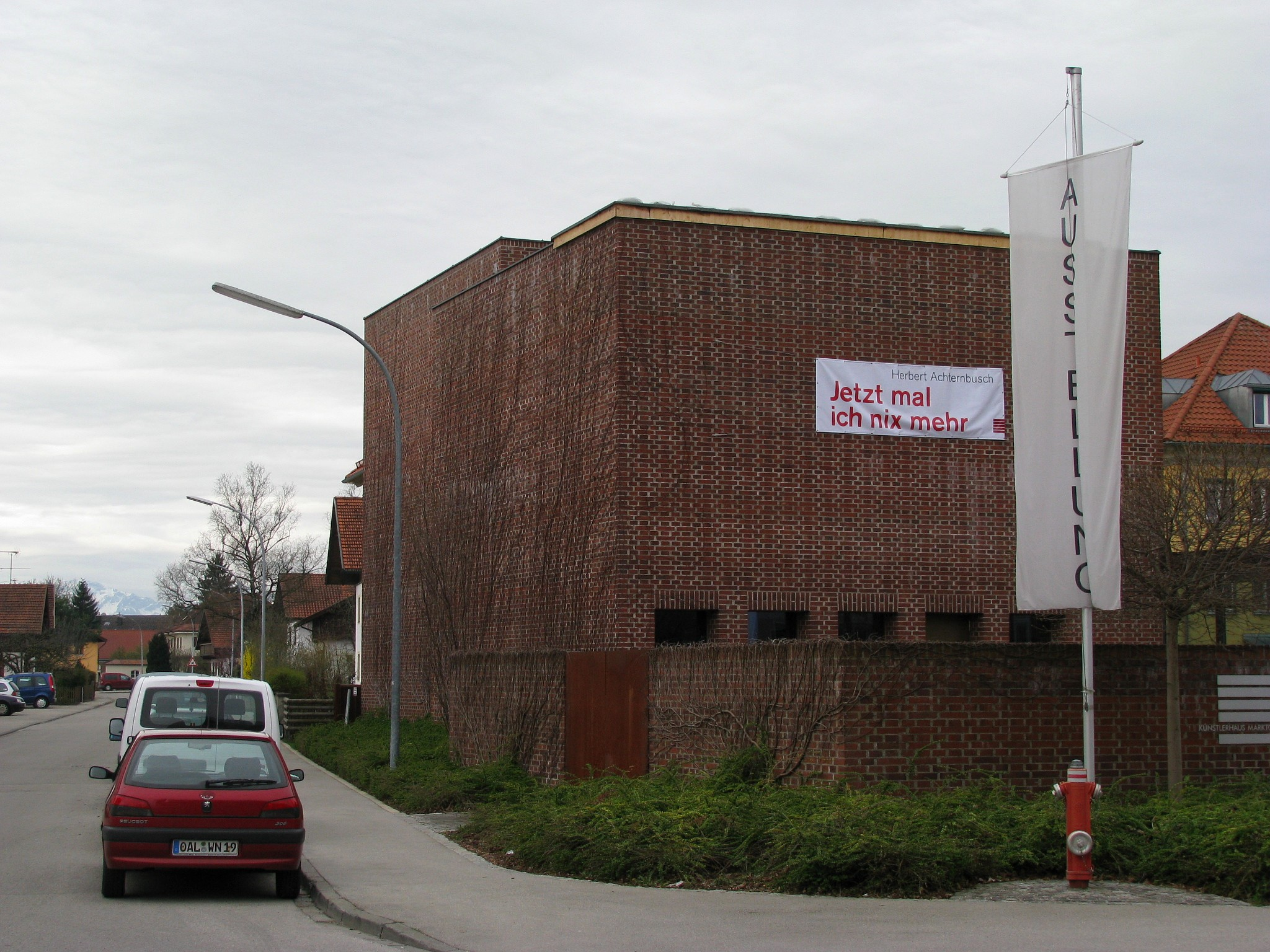
Künstlerhaus Marktoberdorf

- Künstlerhaus Marktoberdorf1998: Künstlerhaus Marktoberdorf, Marktoberdorf
- 2001: Haus Meuli, Fläsch
- 2001: Sesselbahn Carmenna, Arosa
- 2002: Haus Walther, Malans
- 2004: SIA Haus AG, ZürichMonte-Rosa-Hütte, entworfen zusammen mit Studio Monte Rosa der ETH Zürich
- 2004: Wohnhaus Ritter-Gey, Eschen

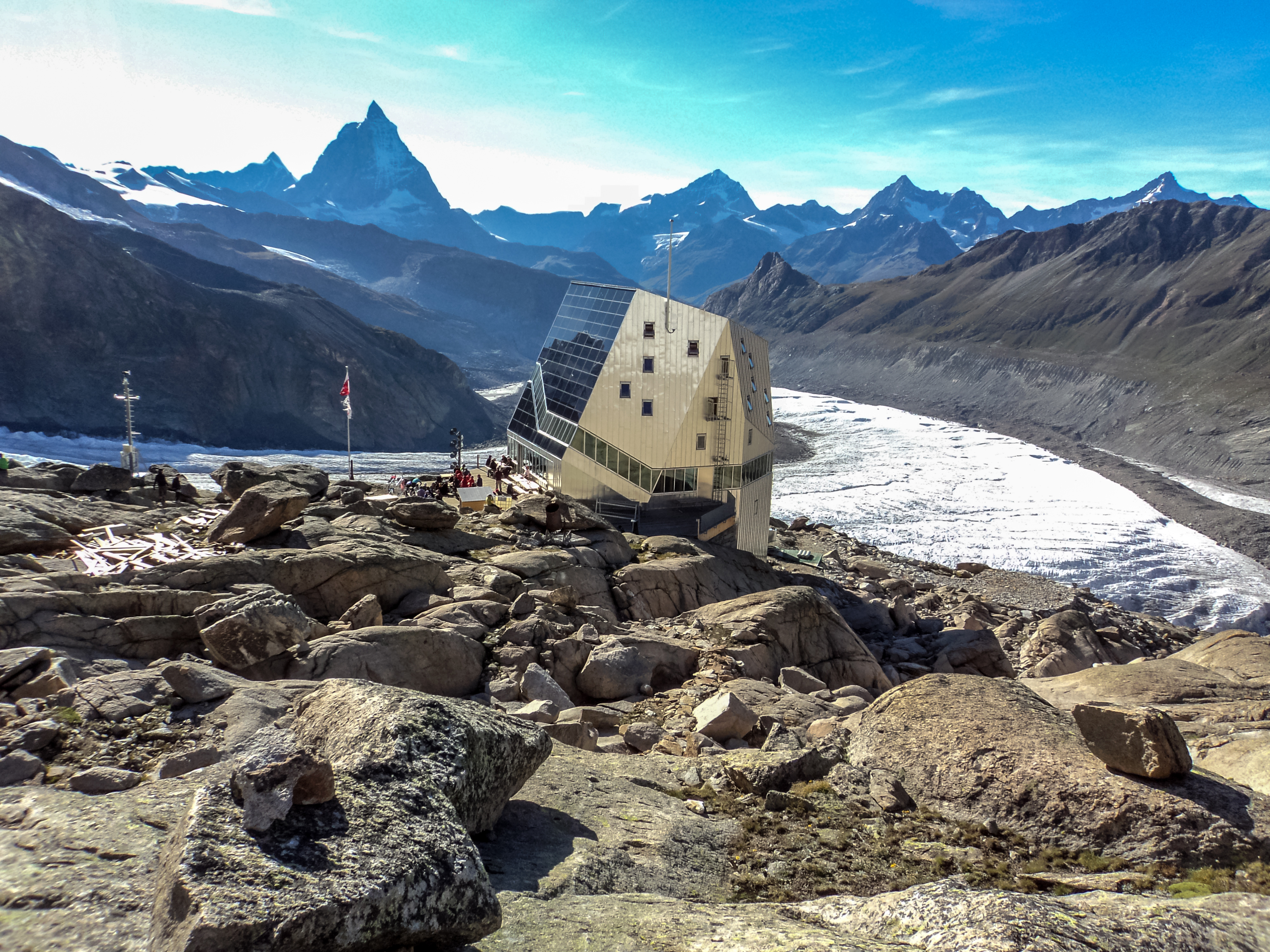
Monte-Rosa-Hütte, entworfen zusammen mit Studio Monte Rosa der ETH Zürich

- 2004: Parkhaus Serletta, St. Moritz
- 2007: Weingut Gantenbein, Fläsch, mit Bauingenieur Jürg Buchli[3]
- 2003–2009: Monte-Rosa-Hütte, Zermatt, mit Studio Monte Rosa der ETH Zürich
- 2013: Haus Bula, Mergoscia mit Mario Monotti[4]
- 2008–2014: Bundesstrafgericht, Bellinzona, mit Durisch + Nolli
- 2010–2014: Ovaverva Hallenbad, Spa & Sportzentrum St. Moritz, mit Valentin Bearth und Meinrad MorgerWeingut Gantenbein, Fläsch Wohnanlage, Landquart

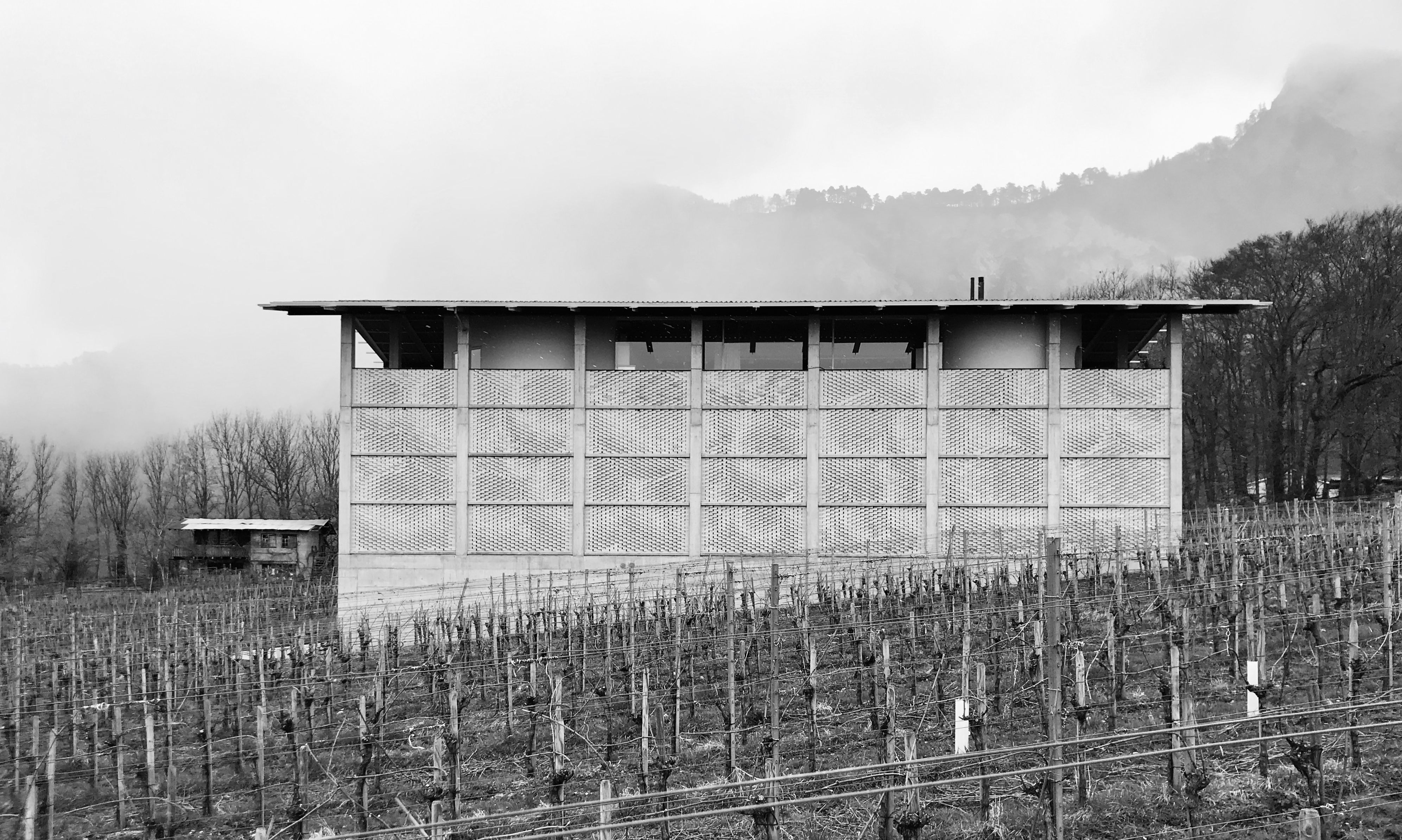
Weingut Gantenbein, Fläsch

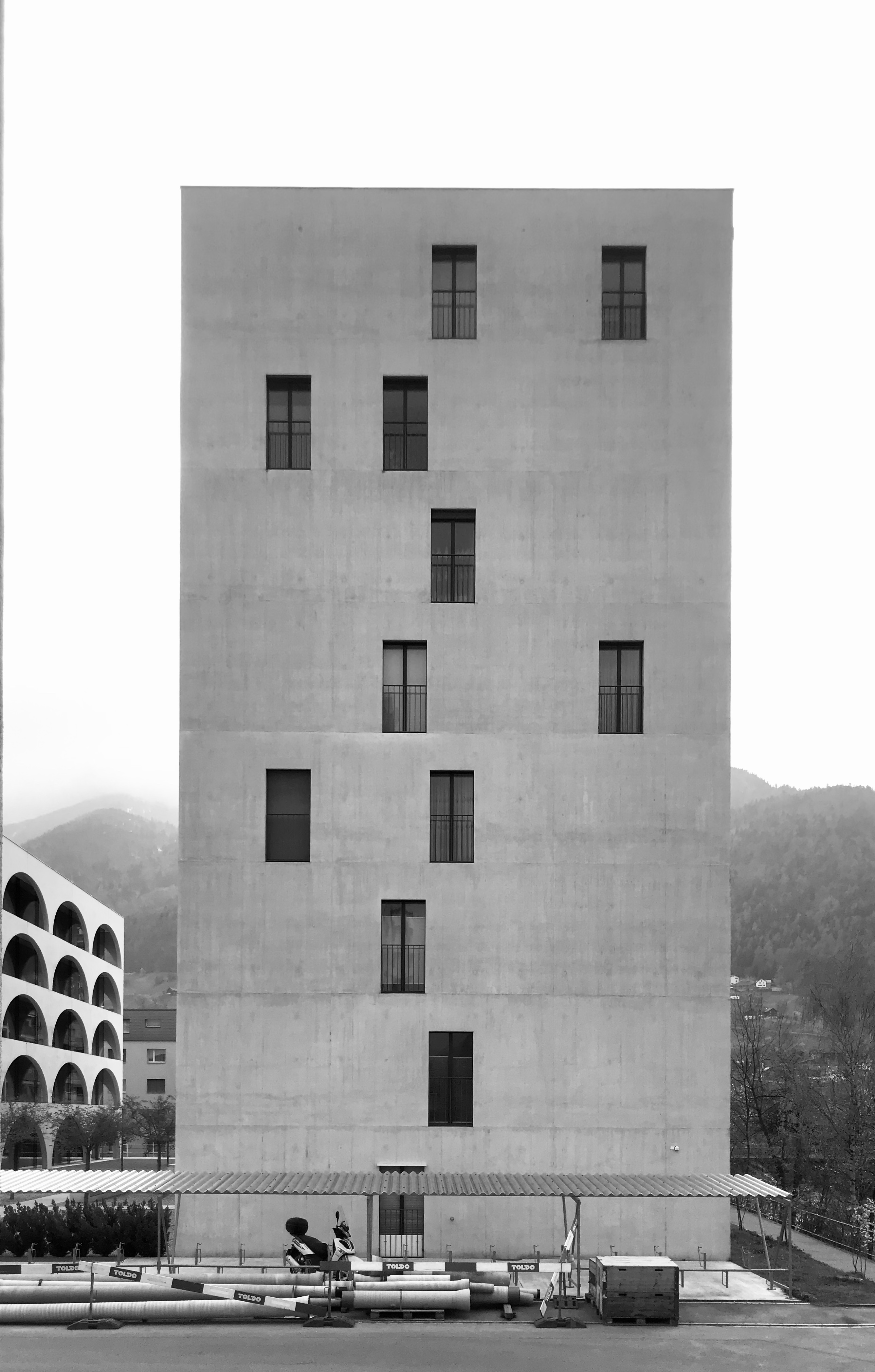
Wohnanlage, Landquart

- 2016: Wohnhaus Schneller Bader, Tamins

## Auszeichnungen und Preise

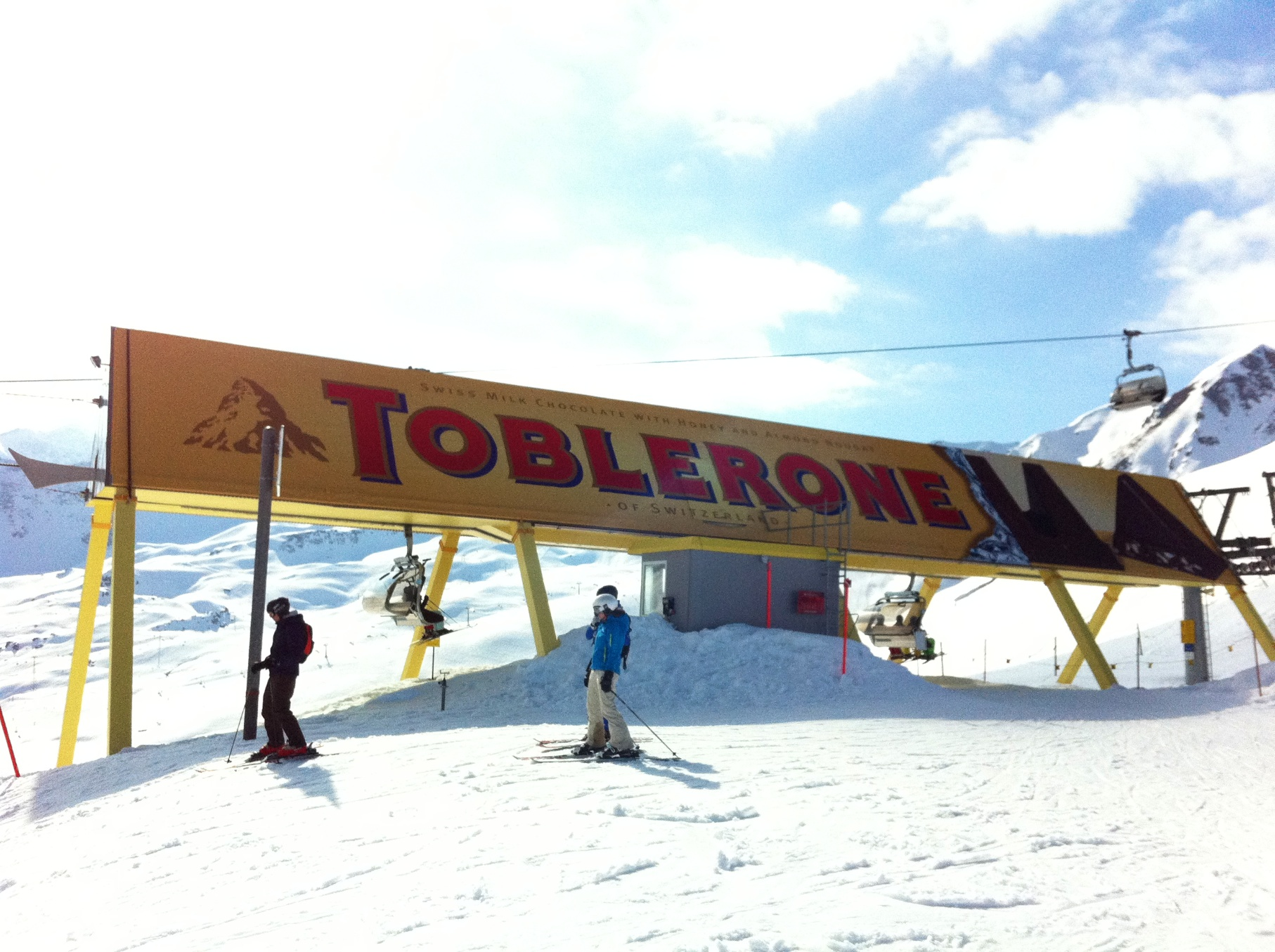
Sesselbahn Carmenna Zwischenstation

2010 und 2012 saß Deplazes in der Jury für den Brick Award und 2021 als Vorsitzender in der Jury für die St. Luzibrücke in Chur, den Conzett Bronzini Partner gewannen.
- 1994: Auszeichnung für gute Bauten Graubünden
- 1995: Auszeichnung Neues Bauen in den Alpen
- 2001: Auszeichnung für gute Bauten im Kanton Graubünden
- 2007: Anerkennung Tageslicht-Award für Weingut Gantenbein
- 2008: 2. Preis Brick Award für Weingut Gantenbein
- 2017: Auszeichnung für gute Bauten im Kanton Graubünden
- 2021: Architekturpreis Beton

## Ehemalige Mitarbeiter und Assistenten
- Christine Enzmann
- Lorenzo Giuliani
- Sascha Roesler
- Christian Hönger
- Thomas Melliger
- Urs Meister
- Tibor Joanelly[5]
- Tamara Bonzi[6]
- Wolfgang Rossbauer
- Patrick Seiler